# Ukrainskij (rejon kosichiński)
Ukrainskij (ros. Украинский) – osiedle w Rosji, w Kraju Ałtajskim, w rejonie kosichińskim. W 2010 liczyło 1007 mieszkańców.